# Chita Rivera
Chita Rivera, właśc. Dolores Conchita Figueroa del Rivero Anderson (ur. 23 stycznia 1933 w Waszyngtonie, zm. 30 stycznia 2024 w Nowym Jorku) – amerykańska piosenkarka, aktorka i tancerka. Najbardziej znana była ze swoich ról w teatrze muzycznym. Jest pierwszą Hiszpanką i pierwszą latynoamerykanką, która w grudniu 2002 otrzymała nagrodę Kennedy Center Honors.

## Życiorys
Rivera urodziła się jako Dolores Conchita Figueroa del Rivero w Waszyngtonie. Była córką Katherine (Anderson), urzędnika rządowego i Pedro Julio Figueroa del Rivero, klarnecisty i saksofonisty zespołu United States Navy Band. Jej ojciec był Portorykańczykiem, matka była pochodzenia szkocko-włoskiego. Rivera miała siedem lat, gdy straciła ojca, a jej matka poszła do pracy w Departamencie Obrony Stanów Zjednoczonych.
W 1944 r. Matka Chity Rivery zapisała ją do Jones-Haywood School of Ballet (obecnie Jones Haywood School of Dance).
Gdy Chita miała 15 lat, nauczycielka z George Balanchine School of American Ballet odwiedzała ich studio. Chita Rivera była jednym z dwojga uczniów wybranych do przesłuchania w Nowym Jorku. Na przesłuchaniu towarzyszyła jej Doris Jones, jedna z osób, które prowadziły Szkołę Jonesa-Haywooda. Przesłuchanie Chity Rivery zakończyło się sukcesem, została przyjęta do szkoły i otrzymała stypendium.
W 2009 roku została odznaczona Prezydenckim Medalem Wolności.

## Filmografia
film
- 1969: Słodka Charity jako Nickie
- 1978: Klub samotnych serc sierżanta Pieprza jako Gość
- 2002: Chicago jako Nickie
- 2006: Kalamazoo? jako Giannina

seriale
- 1971: The New Dick Van Dyke Show jako Connie Richardson
- 1977: Once Upon a Brothers Grimm jako Piernikowa pani (sekwencja Jaś i Małgosia)
- 1981: Pippin: His Life and Times jako Fastrada
- 1987: Mayflower Madam jako Risa Dickstein